# Droits de l'homme au Kenya
Les droits de l'homme au Kenya entretiennent à l'échelle internationale une variété d'opinions mitigées; en particulier, les libertés politiques sont mises en avant comme étant pauvres et l'homosexualité reste un crime. Dans l'indice Freedom in the World pour 2017, le Kenya reçoit une note de 4 pour les libertés civiles et les libertés politiques, dans laquelle une échelle de 1 (le plus libre) à 7 (le moins libre) est pratiquée.

## Histoire

### Kenyatta (1964-1978)
Au cours de la première présidence post-indépendance du Kenya, sous le président Jomo Kenyatta, les forces de sécurité de l'État harcèlent les dissidents et sont soupçonnées de complicité dans plusieurs meurtres de personnalités éminentes considérées comme des menaces pour son régime, notamment Pio Gama Pinto, Tom Mboya et Josiah Mwangi Kariuki (en). Le député et avocat C.M.G. Argwings-Kodhek et l'ancien chef et ministre Kadu Ronald Ngala sont également morts dans des accidents de voiture suspects.

### Moi (1978–2002)
L'administration Daniel arap Moi a constamment été critiquée par la communauté internationale pour son bilan en matière de droits humains. Sous Moi, les forces de sécurité soumettent régulièrement des dirigeants de l'opposition et des militants pro-démocratie à des arrestations arbitraires, à des détentions sans procès, à des sévices en détention et à la force mortelle.
Les donateurs d'aide internationale et les gouvernements tels que les États-Unis, l'Allemagne, le Royaume-Uni et la Norvège ont périodiquement rompu leurs relations diplomatiques et suspendu les allocations d'aide, en attendant l'amélioration des droits de l'homme.

### Kibaki (2002-2013)
Depuis 2002, sous la présidence de Mwai Kibaki, les violations des droits humains à motivation politique ont diminué, mais d'autres violations graves des droits humains persistent, dont un grand nombre aux mains des forces de sécurité, en particulier la police. La police est largement considérée comme l'entité la plus corrompue du pays, extorquant des pots-de-vin, complice d'activités criminelles et recourant à une force excessive contre les suspects et les foules. La plupart des policiers qui commettent des exactions le font toujours en toute impunité. Les conditions carcérales restent mortelles.
Outre les abus de la police et du système pénal, les atteintes aux droits dans le cadre de procédures judiciaires sont monnaie courante, malgré les récentes pressions exercées sur le personnel judiciaire. La liberté d'expression et de la presse continuent d'être compromises par diverses formes de harcèlement des journalistes et des militants. La violence et la discrimination à l'égard des femmes sont monnaie courante. La maltraitance des enfants, y compris dans le cadre du travail forcé et de la prostitution, est un grave problème. Les mutilations génitales féminines (MGF) restent répandues, malgré la législation de 2001 qui les interdit pour les filles de moins de 16 ans. La maltraitance des femmes et des filles, y compris le mariage précoce et l'héritage des épouses, est un facteur de propagation du virus de l'immunodéficience humaine/syndrome d'immunodéficience acquise (VIH / SIDA).
Le Kenya a fait quelques progrès en 2003, lorsqu'il a créé une institution nationale des droits de l'homme, la Commission nationale des droits de l'homme du Kenya (KNCHR), avec pour mandat d'assurer la conformité du Kenya aux normes internationales des droits de l'homme. En outre, le Parlement a adopté la loi sur l'enfance pour assurer la protection des mineurs, ainsi que la loi sur le handicap, interdisant la discrimination à l'encontre des personnes handicapées.
En novembre 2005, le gouvernement kényan a interdit les rassemblements des partis d'opposition, rejetant les appels à de nouvelles élections. Le vice-président Moody Awori (en) a déclaré :

« Le gouvernement considère ces appels à des rassemblements à l' échelle nationale inappropriés et une menace pour la sécurité nationale...
En conséquence, le gouvernement n'autorisera pas les rassemblements prévus et les wananchi (citoyens) sont avertis de ne pas assister aux réunions. »

Le 3 juin 2007, deux jours après que le président Mwai Kibaki a déclaré que les membres de Mungiki "ne devraient s'attendre à aucune pitié", environ 300 membres de Mungiki ont été arrêtés et au moins 20 tués. John Michuki (en), alors ministre de la Sécurité intérieure, a déclaré publiquement après les tueries : « Nous allons les pulvériser et les achever. Même ceux qui ont été arrêtés lors des récentes tueries, je ne peux pas vous dire où ils se trouvent aujourd'hui. Ce que vous entendrez certainement, c'est que l'enterrement d'untel est demain",. Dans Cry of Blood - Report on Extra-Judicial Killings and Disappearances de la KNCHR publié en septembre 2008, la KNCHR les a rapportés dans sa conclusion clé "a)", déclarant que les disparitions forcées et les exécutions extrajudiciaires semblaient être la politique officielle.
En novembre 2008, WikiLeaks a attiré une large attention internationale sur Cry of Blood. Dans le rapport, la première conclusion clé de la KNCHR était que "les preuves recueillies par la KNCHR établissent des modèles de conduite par la police kényane qui peuvent constituer des crimes contre l'humanité".
Le 5 mars 2009, deux des enquêteurs des droits de l'homme impliqués dans les enquêtes documentées dans le rapport, Oscar Kamau Kingara (en) et John Paul Oulu (en), ont été assassinés,. Leurs assassinats ont été attribués par des organisations non gouvernementales aux forces de sécurité,.
En 2009 et 2010, les Samburu ont subi de graves violations des droits humains.

### Ruto (depuis 2022)
Le président William Ruto est élu en 2022.
En mai et juin 2024, une série de manifestations contre le projet de loi de finances se déroule, avec en particulier une tentative de prise d'assaut du parlement. Le projet de loi est in fine retiré par le gouvernement. Durant et après ces manifestations, plus de 80 enlèvements de militants de l'opposition sont recensés par la Commission nationale des droits de l'homme du Kenya et une trentaine de personnes sont portées disparues alors que d'autres sont retrouvées mortes. Si les responsables de ces enlèvements sont inconnus, les services de sécurité sont accusés par plusieurs organisations dont Human Rights Watch et Amnesty International. Pendant les manifestations, plus de cinquante personnes sont tuées. Ce bilan est toutefois provisoire et le gouvernement a essayé d'enterrer dans une fosse commune 120 cadavres en attente d'identification à la morgue de Nairobi. Cette décision est critiquée par la Law Society of Kenya (en) (LSK), association des avocats kenyans, qui y voit une opération visant à « dissimuler » des « victimes de la répression d'État ». La LSK dépose un recours devant la Haute Cour.

## Situation historique
Le graphique suivant montre les notes du Kenya depuis 1972 dans les rapports Freedom in the World, publiés chaque année par Freedom House. Une note de 1 correspond à  « libre » tandis qu'une note de 7 correspond à  « non libre ».
| \| Année \| Droits civiques \| Libertés publiques \| Statut \| Président[12] \| \| 1972 \| 5 \| 4 \| Partiellement libre \| Jomo Kenyatta \| \| 1973 \| 5 \| 4 \| Partiellement libre \| Jomo Kenyatta \| \| 1974 \| 5 \| 4 \| Partiellement libre \| Jomo Kenyatta \| \| 1975 \| 5 \| 5 \| Partiellement libre \| Jomo Kenyatta \| \| 1976 \| 5 \| 5 \| Partiellement libre \| Jomo Kenyatta \| \| 1977 \| 5 \| 5 \| Partiellement libre \| Jomo Kenyatta \| \| 1978 \| 5 \| 4 \| Partiellement libre \| Daniel arap Moi \| \| 1979 \| 5 \| 4 \| Partiellement libre \| Daniel arap Moi \| \| 1980 \| 5 \| 4 \| Partiellement libre \| Daniel arap Moi \| \| 1981 \| 5 \| 5 \| Partiellement libre \| Daniel arap Moi \| \| 1982[13] \| 5 \| 5 \| Partiellement libre \| Daniel arap Moi \| \| 1983 \| 5 \| 5 \| Partiellement libre \| Daniel arap Moi \| \| 1984 \| 6 \| 5 \| Partiellement libre \| Daniel arap Moi \| \| 1985 \| 6 \| 5 \| Partiellement libre \| Daniel arap Moi \| \| 1986 \| 6 \| 5 \| Partiellement libre \| Daniel arap Moi \| \| 1987 \| 6 \| 6 \| Non libre \| Daniel arap Moi \| \| 1988 \| 6 \| 6 \| Non libre \| Daniel arap Moi \| \| 1989 \| 6 \| 6 \| Non libre \| Daniel arap Moi \| \| 1990 \| 6 \| 6 \| Non libre \| Daniel arap Moi \| \| 1991 \| 6 \| 6 \| Non libre \| Daniel arap Moi \| \| 1992 \| 4 \| 5 \| Partiellement libre \| Daniel arap Moi \| \| 1993 \| 5 \| 6 \| Non libre \| Daniel arap Moi \| \| 1994 \| 6 \| 6 \| Non libre \| Daniel arap Moi \| \| 1995 \| 7 \| 6 \| Non libre \| Daniel arap Moi \| \| 1996 \| 7 \| 6 \| Non libre \| Daniel arap Moi \| \| 1997 \| 6 \| 6 \| Non libre \| Daniel arap Moi \| \| 1998 \| 6 \| 5 \| Non libre \| Daniel arap Moi \| \| 1999 \| 6 \| 5 \| Non libre \| Daniel arap Moi \| \| 2000 \| 6 \| 5 \| Non libre \| Daniel arap Moi \| \| 2001 \| 6 \| 5 \| Non libre \| Daniel arap Moi \| \| 2002 \| 4 \| 4 \| Partiellement libre \| Mwai Kibaki \| \| 2003 \| 3 \| 3 \| Partiellement libre \| Mwai Kibaki \| \| 2004 \| 3 \| 3 \| Partiellement libre \| Mwai Kibaki \| \| 2005 \| 3 \| 3 \| Partiellement libre \| Mwai Kibaki \| \| 2006 \| 3 \| 3 \| Partiellement libre \| Mwai Kibaki \| \| 2007 \| 4 \| 3 \| Partiellement libre \| Mwai Kibaki \| \| 2008 \| 4 \| 3 \| Partiellement libre \| Mwai Kibaki \| \| 2009 \| 4 \| 4 \| Partiellement libre \| Mwai Kibaki \| \| 2010 \| 4 \| 3 \| Partiellement libre \| Mwai Kibaki \| \| 2011 \| 4 \| 3 \| Partiellement libre \| Mwai Kibaki \| \| 2012 \| 4 \| 4 \| Partiellement libre \| Mwai Kibaki \| \| 2013 \| 4 \| 4 \| Partiellement libre \| Uhuru Kenyatta \| \| 2014 \| 4 \| 4 \| Partiellement libre \| Uhuru Kenyatta \| \| 2015 \| 4 \| 4 \| Partiellement libre \| Uhuru Kenyatta \| \| 2016 \| 4 \| 4 \| Partiellement libre \| Uhuru Kenyatta \| \| 2017 \| 4 \| 4 \| Partiellement libre \| Uhuru Kenyatta \| \| 2018 \| 4 \| 4 \| Partiellement libre \| Uhuru Kenyatta \| \| 2019 \| 4 \| 4 \| Partiellement libre \| Uhuru Kenyatta \| \| 2020 \| 4 \| 4 \| Partiellement libre \| Uhuru Kenyatta \| \| 2021 \| 4 \| 4 \| Partiellement libre \| Uhuru Kenyatta \| \| 2022 \| 4 \| 4 \| Partiellement libre \| William Ruto \| |                 |                    |                     |                 |
| Année | Droits civiques | Libertés publiques | Statut              | Président       |
| 1972 | 5               | 4                  | Partiellement libre | Jomo Kenyatta   |
| 1973 | 5               | 4                  | Partiellement libre | Jomo Kenyatta   |
| 1974 | 5               | 4                  | Partiellement libre | Jomo Kenyatta   |
| 1975 | 5               | 5                  | Partiellement libre | Jomo Kenyatta   |
| 1976 | 5               | 5                  | Partiellement libre | Jomo Kenyatta   |
| 1977 | 5               | 5                  | Partiellement libre | Jomo Kenyatta   |
| 1978 | 5               | 4                  | Partiellement libre | Daniel arap Moi |
| 1979 | 5               | 4                  | Partiellement libre | Daniel arap Moi |
| 1980 | 5               | 4                  | Partiellement libre | Daniel arap Moi |
| 1981 | 5               | 5                  | Partiellement libre | Daniel arap Moi |
| 1982 | 5               | 5                  | Partiellement libre | Daniel arap Moi |
| 1983 | 5               | 5                  | Partiellement libre | Daniel arap Moi |
| 1984 | 6               | 5                  | Partiellement libre | Daniel arap Moi |
| 1985 | 6               | 5                  | Partiellement libre | Daniel arap Moi |
| 1986 | 6               | 5                  | Partiellement libre | Daniel arap Moi |
| 1987 | 6               | 6                  | Non libre           | Daniel arap Moi |
| 1988 | 6               | 6                  | Non libre           | Daniel arap Moi |
| 1989 | 6               | 6                  | Non libre           | Daniel arap Moi |
| 1990 | 6               | 6                  | Non libre           | Daniel arap Moi |
| 1991 | 6               | 6                  | Non libre           | Daniel arap Moi |
| 1992 | 4               | 5                  | Partiellement libre | Daniel arap Moi |
| 1993 | 5               | 6                  | Non libre           | Daniel arap Moi |
| 1994 | 6               | 6                  | Non libre           | Daniel arap Moi |
| 1995 | 7               | 6                  | Non libre           | Daniel arap Moi |
| 1996 | 7               | 6                  | Non libre           | Daniel arap Moi |
| 1997 | 6               | 6                  | Non libre           | Daniel arap Moi |
| 1998 | 6               | 5                  | Non libre           | Daniel arap Moi |
| 1999 | 6               | 5                  | Non libre           | Daniel arap Moi |
| 2000 | 6               | 5                  | Non libre           | Daniel arap Moi |
| 2001 | 6               | 5                  | Non libre           | Daniel arap Moi |
| 2002 | 4               | 4                  | Partiellement libre | Mwai Kibaki     |
| 2003 | 3               | 3                  | Partiellement libre | Mwai Kibaki     |
| 2004 | 3               | 3                  | Partiellement libre | Mwai Kibaki     |
| 2005 | 3               | 3                  | Partiellement libre | Mwai Kibaki     |
| 2006 | 3               | 3                  | Partiellement libre | Mwai Kibaki     |
| 2007 | 4               | 3                  | Partiellement libre | Mwai Kibaki     |
| 2008 | 4               | 3                  | Partiellement libre | Mwai Kibaki     |
| 2009 | 4               | 4                  | Partiellement libre | Mwai Kibaki     |
| 2010 | 4               | 3                  | Partiellement libre | Mwai Kibaki     |
| 2011 | 4               | 3                  | Partiellement libre | Mwai Kibaki     |
| 2012 | 4               | 4                  | Partiellement libre | Mwai Kibaki     |
| 2013 | 4               | 4                  | Partiellement libre | Uhuru Kenyatta  |
| 2014 | 4               | 4                  | Partiellement libre | Uhuru Kenyatta  |
| 2015 | 4               | 4                  | Partiellement libre | Uhuru Kenyatta  |
| 2016 | 4               | 4                  | Partiellement libre | Uhuru Kenyatta  |
| 2017 | 4               | 4                  | Partiellement libre | Uhuru Kenyatta  |
| 2018 | 4               | 4                  | Partiellement libre | Uhuru Kenyatta  |
| 2019 | 4               | 4                  | Partiellement libre | Uhuru Kenyatta  |
| 2020 | 4               | 4                  | Partiellement libre | Uhuru Kenyatta  |
| 2021 | 4               | 4                  | Partiellement libre | Uhuru Kenyatta  |
| 2022 | 4               | 4                  | Partiellement libre | William Ruto    |

## Traités internationaux
Les positions du Kenya sur les traités internationaux relatifs aux droits de l'homme sont les suivantes :
| Traité | Organisation  | Introduit | Signé | Ratifié |
| Convention pour la prévention et la répression du crime de génocide                                                                          | Nations unies | 1948      | —     | —       |
| Convention internationale sur l'élimination de toutes les formes de discrimination raciale                                                   | Nations unies | 1966      | —     | 2001    |
| Pacte international relatif aux droits économiques, sociaux et culturels                                                                     | Nations unies | 1966      | —     | 1972    |
| Pacte international relatif aux droits civils et politiques                                                                                  | Nations unies | 1966      | —     | 1972    |
| Premier protocole facultatif au Pacte international relatif aux droits civils et politiques                                                  | Nations unies | 1966      | —     | —       |
| Convention sur l'imprescriptibilité des crimes de guerre et des crimes contre l'humanité                                                     | Nations unies | 1968      | —     | 1972    |
| Convention sur l'apartheid | Nations unies | 1973      | 1974  | —       |
| Convention sur l'élimination de toutes les formes de discrimination à l'égard des femmes                                                     | Nations unies | 1979      | —     | 1984    |
| Convention contre la torture et autres peines ou traitements cruels, inhumains ou dégradants                                                 | Nations unies | 1984      | —     | 1997    |
| Convention relative aux droits de l'enfant                                                                                                   | Nations unies | 1989      | 1990  | 1990    |
| Deuxième protocole facultatif se rapportant au Pacte international relatif aux droits civils et politiques, visant à abolir la peine de mort | Nations unies | 1989      | —     | —       |
| Convention internationale sur la protection des droits de tous les travailleurs migrants et des membres de leur famille                      | Nations unies | 1990      | —     | —       |
| Protocole facultatif à la Convention sur l'élimination de toutes les formes de discrimination à l'égard des femmes                           | Nations unies | 1999      | —     | —       |
| Protocole facultatif à la Convention relative aux droits de l'enfant concernant l'implication d'enfants dans les conflits armés              | Nations unies | 2000      | 2000  | 2002    |
| Protocole facultatif sur la vente d'enfants, la prostitution des enfants et la pornographie mettant en scène des enfants                     | Nations unies | 2000      | 2000  | —       |
| Convention relative aux droits des personnes handicapées                                                                                     | Nations unies | 2006      | 2007  | 2008    |
| Protocole facultatif à la Convention relative aux droits des personnes handicapées                                                           | Nations unies | 2006      |       | —       |
| Convention internationale pour la protection de toutes les personnes contre les disparitions forcées                                         | Nations unies | 2006      | 2007  | —       |
| Protocole facultatif au Pacte international relatif aux droits économiques, sociaux et culturels                                             | Nations unies | 2008      | —     | —       |
| Protocole facultatif à la Convention relative aux droits de l'enfant sur une procédure de communication                                      | Nations unies | 2011      | —     | —       |

## Liberté de la presse

### Sous la domination britannique
Les graines de la presse, et des médias en général, ont été semées par les missionnaires anglais colonisant le Kenya. La fonction de base des publications, telles que The Taveta Chronicle, Leader et Uganda Mail était de diffuser des nouvelles britanniques et de créer un sentiment de légitimité pour les missionnaires anglais. Ces pratiques se sont poursuivies avec l'introduction de la radio en 1928. Cependant, les droits de la presse pour les Kényans de souche étaient sévèrement limités. Toutes les opportunités pour les Kényans natifs d'accéder à la presse ont été utilisées pour plaider en faveur de leur libération de la domination coloniale.

### Après l'indépendance
La liberté de la presse individuelle pour les citoyens du Kenya était encore assez limitée après leur indépendance. Le nouveau gouvernement kényan a pris le contrôle de la plupart des formes de médias afin de diffuser sa vision des idéaux kényans. Cependant, à cette époque, des journaux privés, tels que le Standard ont émergé, bien que ces entités privées soient toujours soumises au contrôle et à la censure du gouvernement.

### Constitution de 2010
La nouvelle Constitution du gouvernement kényan a pour la première fois pleinement énuméré certains droits individuels à l'expression et à l'information. Cependant, il y a un manque de liberté d'expression unilatérale pour les citoyens kényans. Parmi les omissions les plus notables des droits énumérés figure le droit d'exprimer une propagande pour la guerre ou une incitation à la violence. De plus, le gouvernement kényan conserve encore un certain contrôle sur la propagation des idées dissidentes en temps de guerre. Dans le domaine des médias en particulier, la Constitution interdit au gouvernement d'interférer avec la diffusion d'informations véridiques ou avec le droit de tout individu d'accéder à ces informations. Le gouvernement établit néanmoins des normes pour le contenu des médias et réglemente l'application de ces règles.

### Droits de la presse
Le gouvernement kényan, cependant, n'avait pas l'intention d'adhérer fermement à ces nouveaux mandats de la constitution. Pas plus tard qu'en 2013, les décideurs kényans ont modifié les lois précédentes pour limiter certaines couvertures médiatiques des attaques terroristes et ont tenté de supprimer les reportages sur la détérioration de la sécurité au Kenya. L'amendement à la loi sur l'information et la communication au Kenya vise à étouffer les efforts des publications qui mettent en avant des perspectives critiques du gouvernement kényan. Bien qu'il y ait eu des efforts gouvernementaux pour renforcer la liberté de la presse des citoyens kényans, comme le projet de loi sur le Conseil des médias de 2013 qui a créé un organisme gouvernemental chargé de promouvoir et de protéger la liberté des médias, l'application de la loi a fait plus mal que de bien dans la promotion de la liberté de la presse. Selon une étude indépendante menée par Freedom House, les droits de la presse au Kenya sont considérés comme relativement complets. La presse n'est considérée comme "partiellement libre" qu'en grande partie à cause des efforts du gouvernement pour promulguer des lois qui accordent plus de contrôle sur les médias et les publications. De plus, les lois précédentes, telles que la loi sur la préservation de la sécurité publique, qui donnent au gouvernement le droit de déclarer toute information comme une menace pour la sécurité et de censurer cette information, sont toujours en vigueur et n'ont pas encore été abrogées ou modifiées.